# Gurglbach
Gurglbach, v dolním toku Pigerbach, je levý přítok Inn v okrese Imst v Tyrolsku, Rakousko.
Řeka pramení v Pfötschegarten severozápadně od průsmyku Fernpass v nadmořské výšce 1550 m. Její tok nejprve směřuje na severovýchod a pak se stáčí na východ přes Kälbertal. Na to se stáčí na jih a protéká Schanzlsee a Fernsteinsee. V Nassereithu se dostane do údolí Gurgltalu a protéká širokým údolím na jihozápad, kde 4 km jižně od Imstu v obci Karrosten ústí do řeky Inn. Celková délka toku je asi 25 km.
Od malé vodní nádrže v Tarrenzu je Gurglbach nazýván Pigerbach nebo Piger.
V horním toku má potok I.-II. jakostní třídu, v dolním toku II. jakostní třídu. Gurglbach je klidná tekoucí řeka, která prospívá fauně a floře v jejím okolí.